# Sedirea japonica
Sedirea japonica (возможное русское название: Седирея японская) — многолетнее эпифитное травянистое растение семейства Орхидные, или Ятрышниковые (Orchidaceae).
Вид не имеет устоявшегося русского названия, в русскоязычных источниках обычно используется научное название Sedirea japonica.
Японское название: ナゴラン, 名護蘭. Русская транскрипция японского названия — «нагоран».

## Синонимы
- Aerides japonica Linden & Rchb.f. 1863 (базионим)
- Angraecum japonicum Linden 1881

## История описания
Японское название буквально означает «орхидея Наго», поскольку растение было впервые обнаружено в городе Наго на острове Окинава.
Первоначально растение было причислено к роду Aerides, впоследствии выделено в отдельный род. Название рода Sedirea образовано путём написания слова aerides в обратном порядке.

## Ареал, экологические особенности
Юг Японии и Корея.
Растет на стволах деревьев или на скалах во влажных местообитаниях.
Зарегистрированные экстремальные температуры в местах естественного произрастания: 36 °C и −7 °C.

Относительная влажность воздуха от 70 % до более чем 80 % в летнее время.

Осадки: от 86 мм в январе до 434 мм в июне.

Средние температуры (день/ночь) с 11,7/2,8°C в январе до 30,6/23.3 °C в августе.
Относится к числу охраняемых видов (II приложение CITES).

## Биологическое описание
Миниатюрный моноподиальный эпифит, реже литофит.
Стебель короткий, скрыт основаниями 5—8 листьев.
Корни толстые, хорошо развитые, покрыты слоем веламена.
Листья толстые, продолговато-овальные, на концах тупые, напоминают листья фаленопсисов, 8—15 см длиной и 2—3 см шириной.
Цветоносы свисающие, несут по 6—12 цветков.
Цветки вариабельны по окраске, диаметром около 3 см, сильно ароматные (запах цитрусовых). Лепестки белые, иногда с зеленоватым оттенком, желтеющие к основанию. Два нижних лепестка (боковые сепалии) с тонкими поперечными красно-коричневыми полосками. Губа белая с розово-лиловыми пятнами неправильной формы.

## В культуре
По условиям культивирования вид сходен с Neofinetia falcata.
Летом средняя температура днем 26—31 °C, ночью 19—23 °C, зимой — 12—13 °C днем, 3—4 °C ночью. Для нормального цветения обязателен перепад температур день/ночь в 5—10 °C.
Освещение — яркий рассеянный свет (18000—25000 люкс), при наличии постоянного движения воздуха.
Относительная влажность воздуха 60—85 %.
Субстрат должен быть всегда слегка влажным. Переизбыток воды вызывает бактериальные и грибковые заболевания. Растение требовательно к качеству воды, рН грунта должен быть 6,1 до 6,5 (слегка кислым). Для полива используется дистиллированная или прошедшая очистку обратным осмосом с добавлением сильно разбавленного удобрения для орхидей.
Зимой температуру воздуха и полив уменьшают. Если не устраивать периода покоя, растение продолжает расти и зимой, может повторно цвести, но быстро истощается и погибает.
Посадка в горшок, корзинку для эпифитов или на блок. 

В качестве субстрата используют кусочки коры хвойных деревьев средней фракции. Пересаживают раз в 2—3 года, после окончания цветения, когда субстрат начинает разлагаться. После пересадки растение не поливают несколько дней. 
В культуре цветёт в январе-марте.

## Вариации
- Daruma Minmaru — миниатюрная форма, листья почти круглые.
- Kibana — миниатюрная форма, цветки желтоватые.
- Kibana Soshin — миниатюрная форма, лепестки белые, у основания и в середине желтые, губа белая.
- Seigyokumaru (Seigyoku Мару) — миниатюрная форма с почти округлыми листьями.